# Metrotype M (5000- en 5100-serie)
Metrotype M ook wel Type MG2 (Metro Geleed 2-delig) genoemd zijn de metrostellen in de 5000- en 5100-serie van de Rotterdamse metro. 

## Geschiedenis

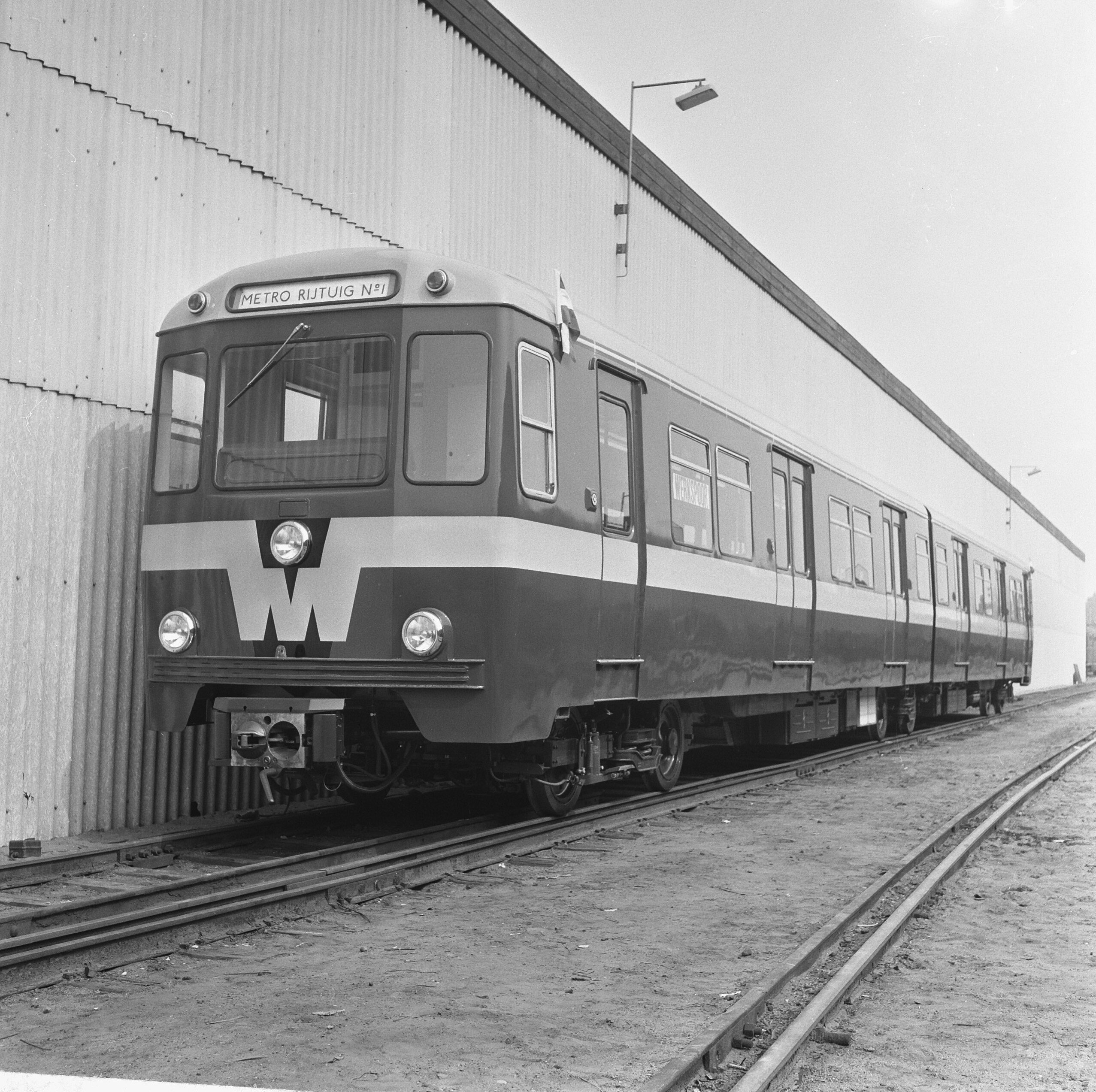
Eerste Metro-treinstel voor Rotterdam is klaar voor aflevering bij Werkspoor Utrecht; 17 mei 1966.

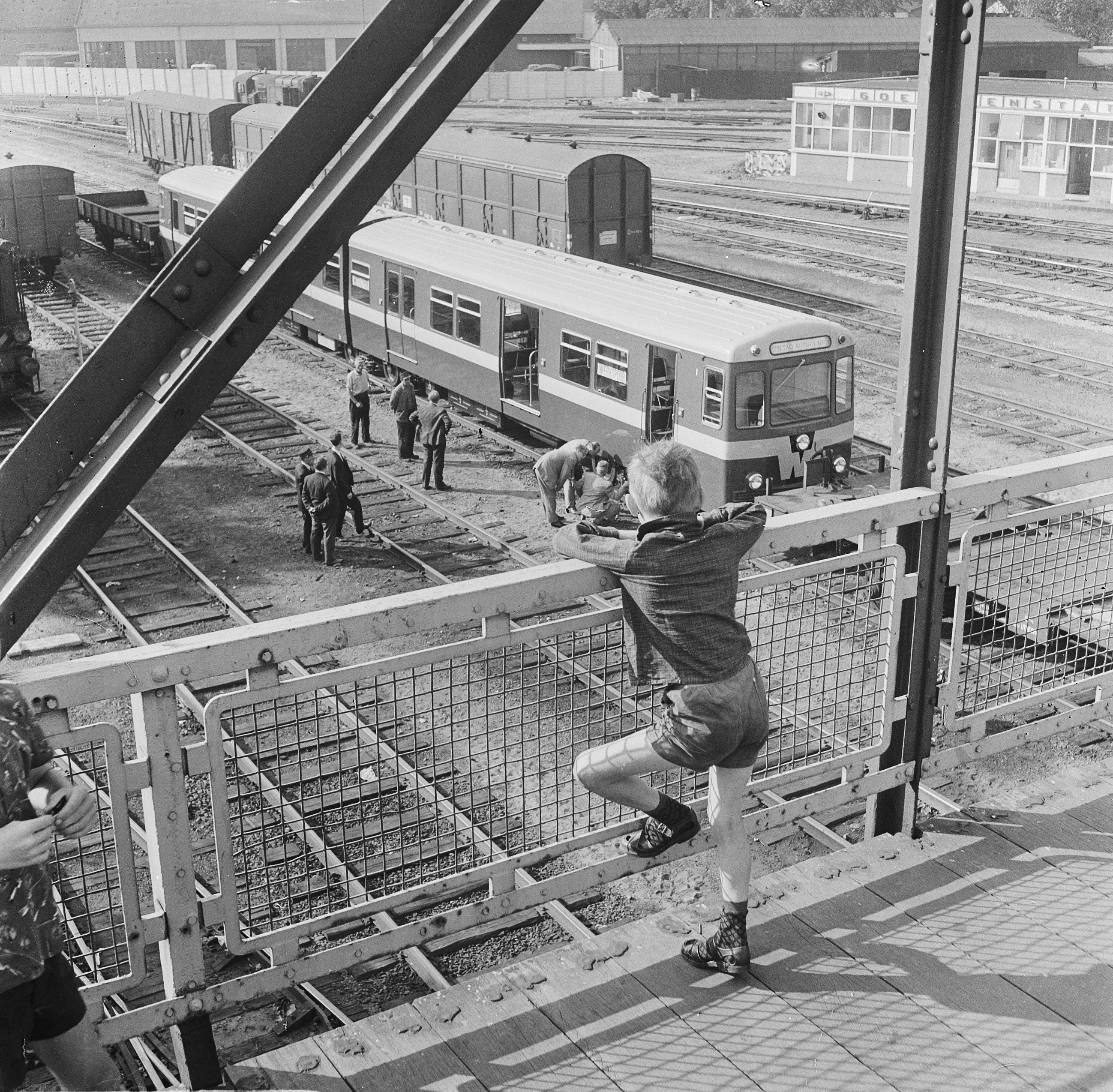
Eerste stel met wagennummer 1 in Rotterdam gearriveerd

Deze oudste metro's werden gebouwd tussen 1966 en 1974 en reden vanaf de opening in 1968 tot 2002 op de Erasmuslijn. Er waren vier verschillende leveringen, met kleine onderlinge verschillen. De oudste 27 metro's van deze serie waren de 1 - 27, gebouwd in 1966 en 1967 bij Werkspoor te Utrecht. Deze reden bij de opening van de metrolijn. In 1970 werden ze om verwarring met de kleine Schindlers 1 - 15 te voorkomen vernummerd in 5001 - 5027. Bij de verlenging van de metro naar Slinge in 1970 kwamen er zestien bij, genummerd 5051 - 5066. Met de verlenging naar Hoogvliet in 1974 kwamen er weer 26 nieuwe metro's bij, de 5101 - 5126, gebouwd door Düwag. Er werden toen ook twee speciale metro's geleverd, de 5151 en 5152, met een afwijkende elektrische installatie met thyristorschakeling. 
In juli 1993 werd de chopperinstallatie van metrostel 5151 door de firma Holec gratis vervangen door een draaistroomtractie-installatie van het type "Medium Power Drive". Op 28 januari 2000 verloor het metrostel een tractiemotor en ontspoorde. Na dit incident werd de 5151 gesloopt. 
In 1993 raakte de 5110 zwaar beschadigd bij een brand tussen Rhoon en Poortugaal.
Eind jaren 90 waren de oudste rijtuigen circa dertig jaar oud, waardoor deze aan vervanging toe waren. Tussen 1998 en 2002 zijn de rijtuigen vervangen door de nieuwe metro's uit de 5300- en 5400-serie. De meeste zijn sindsdien gesloopt, een paar rijtuigen zijn (gedeeltelijk) bewaard.
Een tweetal rijtuigen werden overgebracht naar oefencentra om als oefenobject voor brandweer en andere hulpverleners gebruikt te worden. Op 26 mei 2010 werd een van deze oefenrijtuigen, rijtuig 5051, gebruikt bij een grootschalige rampoefening op station Blijdorp. Om de oefening zo realistisch mogelijk te maken is het rijtuig voorafgaand aan deze oefening daadwerkelijk opgeblazen met explosieven.

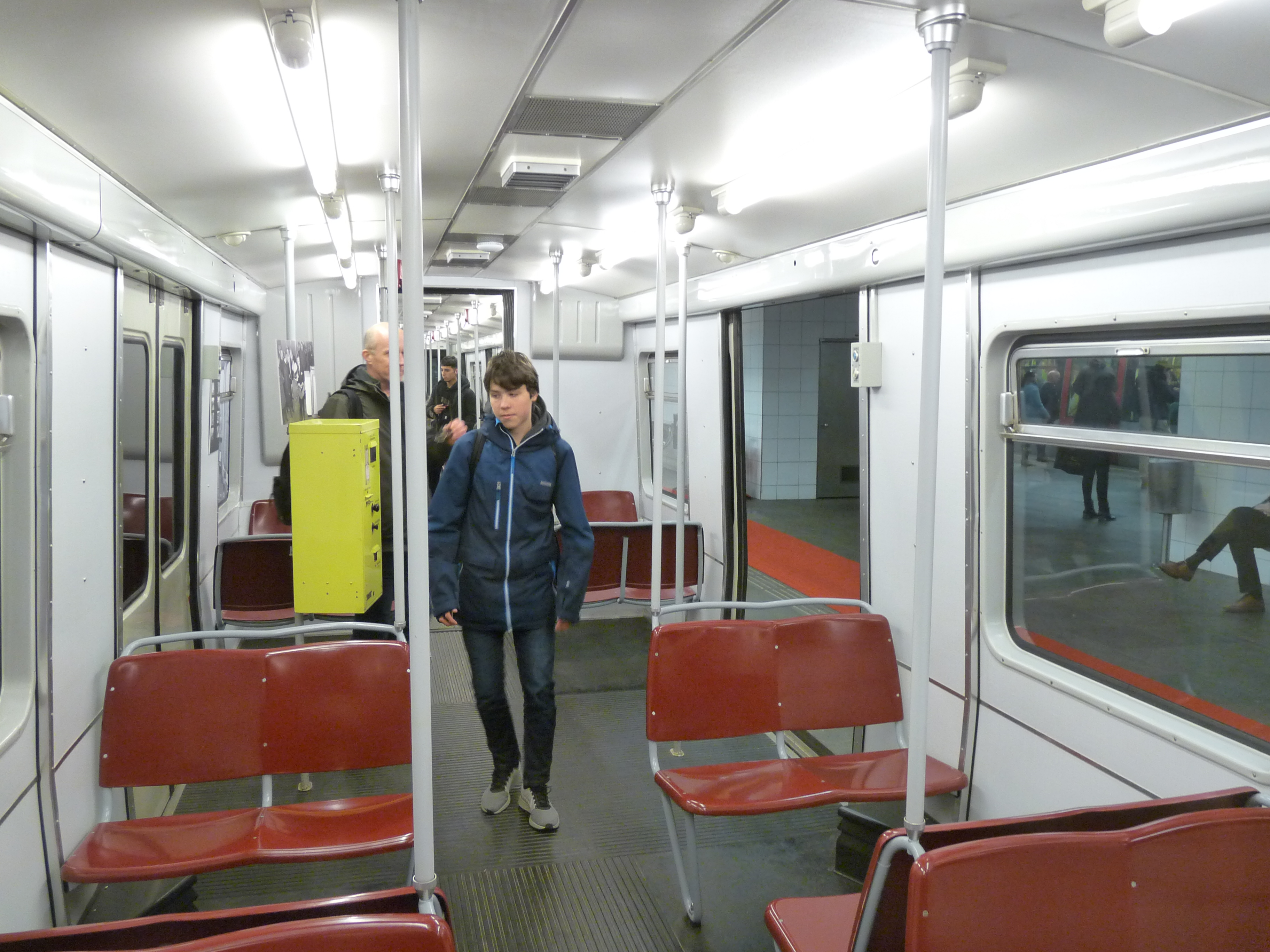
Interieur van museumtreinstel 5024; 2018.

Metrostel 5024 is onder deel van de collectie van het Rotterdams Openbaar Vervoer Museum in de voormalige tramremise Hillegersberg.

## Technisch
De metro's hadden een lengte van 29 meter en hadden één geleding in het midden. Er konden tot vier rijtuigen gekoppeld rijden op de Erasmuslijn. De rijtuigen hadden aan beide kanten een bestuurderscabine. Aan beide zijden hadden de rijtuigen zes deuren, vier dubbele deuren en twee enkele deuren aan beide uiteinden. Er waren tachtig zitplaatsen die allemaal in de vis-à-vis opstelling geplaatst zijn. De later geleverde 5200-serie was gebaseerd op deze serie en zij konden ook onderling gekoppeld rijden.
 Metrolijn A · 
 Metrolijn B · 
 Metrolijn C · 
 Metrolijn D · 
 Metrolijn E
Materieelseries:
5000 · 
5100 · 
5200 · 
5300 · 
5400 · 
5500 · 
5600 · 
5700